# Fanérlaminatträ

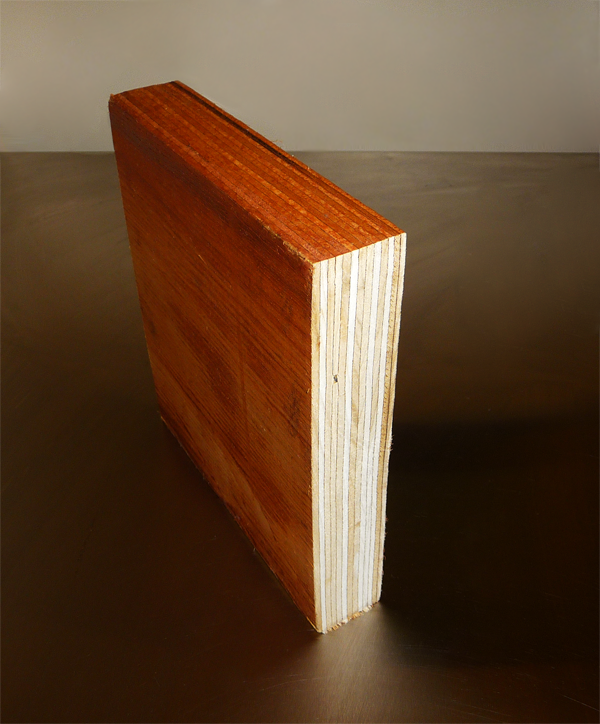
Fanerlaminatträ

Fanerlaminatträ eller LVL (förkortning av engelskans Laminated Veneer Lumber) är skivor eller balkar tillverkade genom limning av tunna lager av faner av trä. I motsats till den mer vanliga plywood-skivan läggs fanerskivorna vid tillverkning av LVL med fibrerna i samma riktning. Detta ger LVL helt andra hållfasthets- och krympningsegenskaper än plywood.
Det vanligaste är att LVL används till balkar eller stag då drag- och tryckhållfastheten är störst i fiberriktningen. Det är möjligt att tillverka mycket långa, böjda eller helt runda balkar. Skivor av LVL tenderar att krympa anisotropiskt och i värsta fall slå sig eftersom fibrerna ligger i samma riktning. Då limrester och liknande ofta är synliga används LVL främst dolt bakom innertak eller paneler samt under golv.
I Sverige säljs mycket LVL under produktnamnet Kerto, som produceras av Metsä Wood i Finland.